# Henriette von Egloffstein

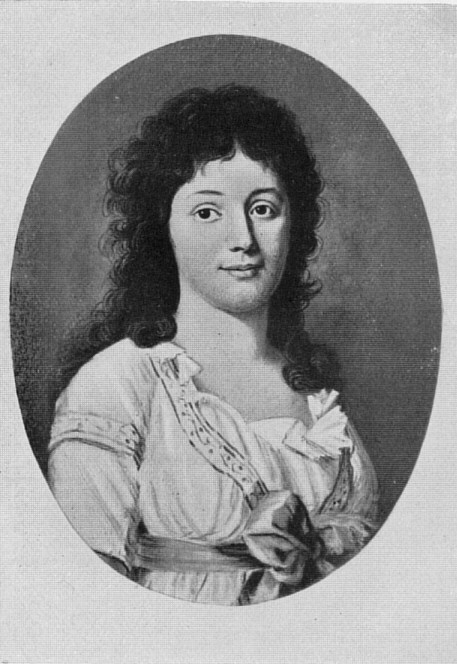
Henriette Gräfin von Egloffstein, Pastellgemälde von Johann Friedrich August Tischbein

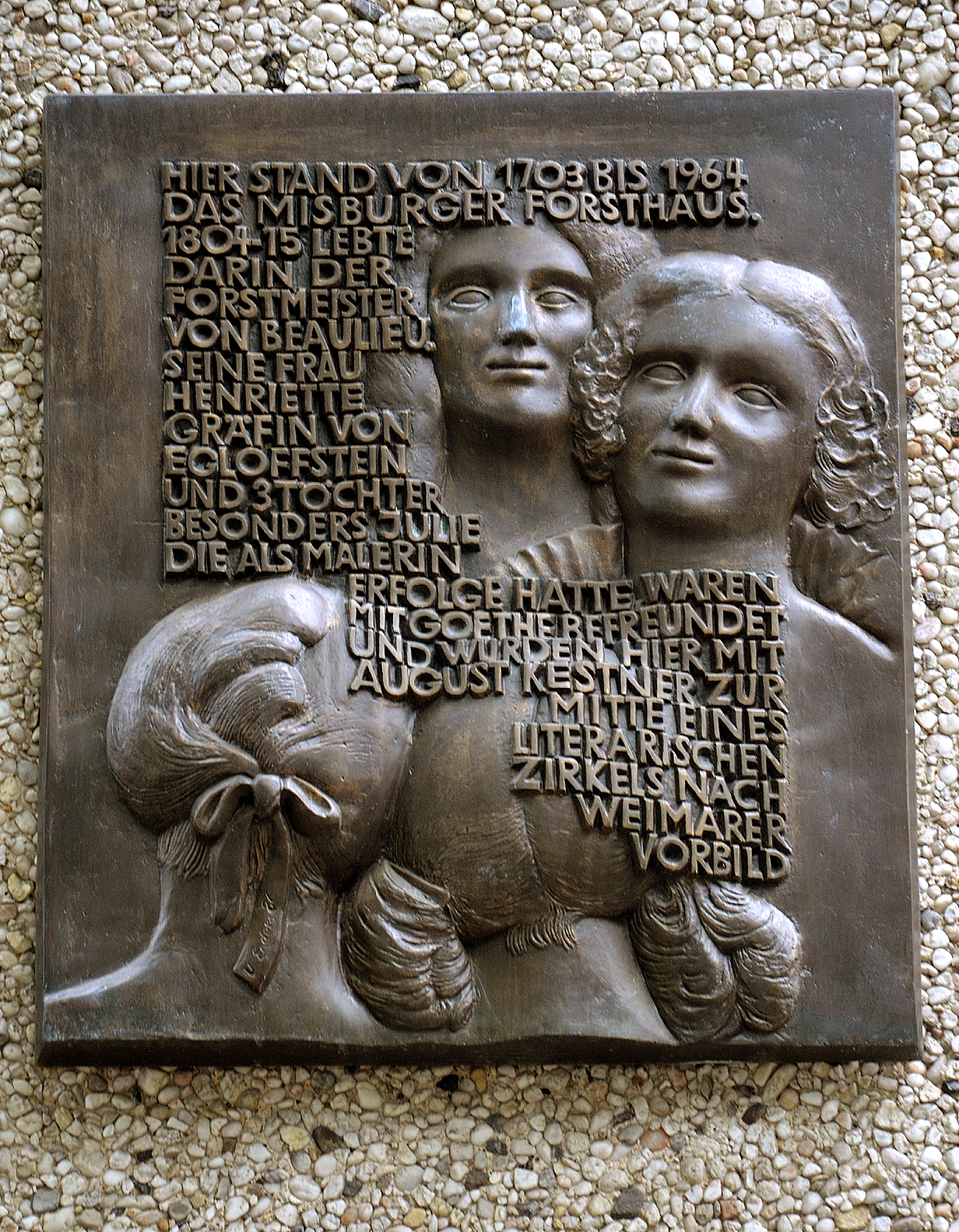
Henriette von Egloffstein und ihre drei Töchter;
1986 von Ulrike Enders geschaffene Reliefplatte am Misburger Rathaus

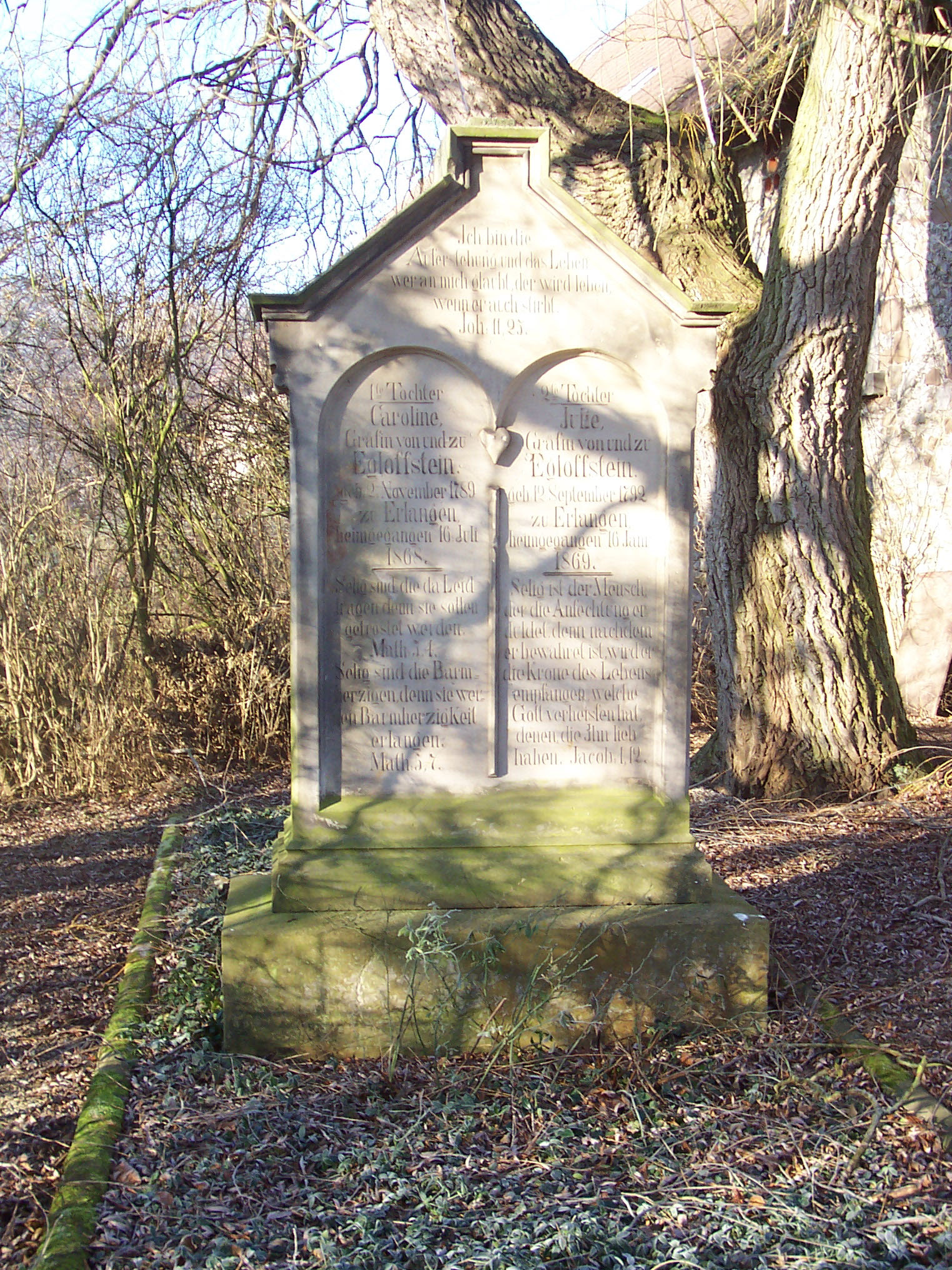
Grab von Henriette Gräfin von Egloffstein (hier die Rückseite mit den Inschriften für zwei Töchter)

Henriette Sophie Franziska Friederike Albertine Gräfin von Egloffstein, geb. Freiin von Egloffstein, verheiratete von Beaulieu-Marconnay, (* 6. Juli 1773 auf Burg Egloffstein bei Forchheim; † 15. Oktober 1864 im Kloster Marienrode) war eine deutsche Schriftstellerin.

## Leben
Henriette von Egloffstein kam als Tochter des brandenburgischen Kämmerers Karl Ludwig Freiherr von Egloffstein (1734–1773) und der Sophie von Thüna (1742–1807) auf Burg Egloffstein, dem Stammschloss der Familie, zur Welt. Sie hatte drei ältere Brüder: Friedrich Gottfried von Egloffstein (1769–1848) wurde später sachsen-weimarischer General und Schlosshauptmann, August Freiherr von Egloffstein (1771–1834) wurde sachsen-weimarischer General; ihr Bruder Gottlob von Egloffstein heiratete ihre Jugendfreundin Caroline von Aufseß, wurde Hofmarschall und verstarb bereits 1815.
Im Jahr 1787 kam Egloffstein erstmals nach Weimar und wurde am Hof Anna Amalias ausgebildet. Zu ihren Förderern zählten Johann Gottfried Herder, Christoph Martin Wieland und Karl Ludwig von Knebel. Ein Jahr später wurde Egloffstein im Alter von 16 Jahren gegen ihren Willen mit ihrem Vetter Leopold Graf von Egloffstein-Arklitten verheiratet und musste Weimar verlassen. Sie hielt sich von 1791 bis 1792 in Italien auf, wo sie sich weiterbildete. Mit ihrem Ehemann zog sie nach Erlangen. Der Ehe, die schließlich 1803 gerichtlich geschieden wurde, entstammten der Sohn Carl von und zu Egloffstein sowie die Töchter Caroline (1789–1868), die Hofdame wurde, Jeanette (1791–1809), Malerin Julie (1792–1868) und Dichterin Auguste (1796–1862).
Bereits 1795 lernte Egloffstein Johann Wolfgang von Goethe kennen. Sie zog 1799 zurück nach Weimar, wo „ihre reiche Bildung … ihr eine führende Stellung im gesellschaftlichen Leben Weimars [verlieh]“. Sie wurde ein Mitglied des Goetheschen Kreises: Ab Winter 1801 traf man sich regelmäßig in seinem Haus zum Mittwochskränzchen. Zu den Mitgliedern des Kreises gehörten „die bedeutendsten Geister der damaligen Zeit“, darunter Friedrich Schiller und Charlotte von Lengefeld, Luise von Göchhausen, Amalie von Imhoff, Friedrich Hildebrand von Einsiedel, Johann Heinrich Meyer und Caroline von Wolzogen.
Im Jahr 1804 heiratete Egloffstein den hannoverschen General und Oberforstmeister Carl von Beaulieu-Marconnay. Sie zog mit ihm und ihren vier Töchtern 1811 in das Forsthaus in Misburg, in dem der Celler Dichter Ernst Schulze (Dichter) sowie der hannoversche Diplomat und Kunstsammler August Kestner oft zu Gast waren, und 1815 in das Kloster Marienrode bei Hildesheim. Im Jahr 1855 verstarb ihr Ehemann. Egloffstein überlebte ihn um neun Jahre und starb im Alter von 91 Jahren im Kloster Marienrode. Sie fand ihre letzte Ruhe in einem Grab unweit der westlichen Zufahrt zum Kloster. In der Familiengrabstätte wurden auch ihre Töchter Caroline, Julie und Auguste beigesetzt.

## Werk
Egloffstein stand in brieflichem Kontakt mit zahlreichen bedeutenden Persönlichkeiten ihrer Zeit, darunter Johann Wolfgang von Goethe, Herzogin Anna Amalia und Alexander Macco. Zu Lebzeiten erschien ihre Novelle Umsonst. Ihre Lebenserinnerungen, die sie für ihre Töchter verfasste, blieben zu Lebzeiten ungedruckt und erschienen erst 1884, von ihrem Neffen Karl von Beaulieu-Marconnay herausgegeben. Sie gelten als Egloffsteins literarisches Vermächtnis:

„Die literarische Bedeutung [Egloffsteins] liegt in ihren stilistisch gewandten, gelegentlich humorvollen Memoiren mit vielen treffenden Charakteristiken, die glänzend die Atmosphäre des klassischen Weimar, teils auch hinter den Kulissen (Goethe als ‚Diktator‘), widerspiegeln; um so reizvoller, da sie als Persönlichkeit klassische Idealität verkörperte.“